# Benito Laso de la Vega
José Benedicto Laso de la Vega y González-Quijano, más conocido como Benito Laso (Arequipa, 20 de mayo de 1783 - Lima, 13 de enero de 1862), fue un magistrado, periodista, poeta y político peruano. Fundador de la Independencia del Perú y representante del liberalismo autoritario. Profesó una rendida admiración hacia el Libertador Bolívar. Fue diputado constituyente (1833-1834); ministro de Gobierno y Relaciones Exteriores (1838 y 1839); ministro de Instrucción y Negocios Eclesiásticos (1842-1843); vocal de la Corte Suprema de Justicia (1839-1860) y presidente de la misma en 1850 y 1854. Sus ideas liberales se traslucen en todas sus actividades públicas y en polémicas que sostuvo con el clérigo conservador Bartolomé Herrera. Criticó a la Iglesia y al Ejército, pero a la vez colaboró con caudillos autoritarios y conservadores, como el general Agustín Gamarra. Ya en sus años de ancianidad, radicalizó su liberalismo. Rígido y tenaz en defender sus principios, se autodenominó el «Robespierre peruano».

## Nacimiento y estudios
Nacido en Arequipa, sus padres fueron José Nicolás Laso de la Vega y Evarista Tadea González-Quijano y Velarde. Estudió en el Seminario de San Jerónimo de Arequipa, donde se le hizo la primera tonsura en 1800. Junto con José María Corbacho, Mariano Melgar, Francisco de Paula Quiroz, entre otros, formó parte de la Tertulia Literaria de Arequipa.
Se recibió como abogado ante la Real Audiencia del Cuzco el 5 de noviembre de 1807. Fue inscrito en el Colegio de Abogados de Lima el 14 de febrero de 1811.

## Prócer de la Independencia
En 1810 se casó en Puno con Juana de los Ríos, propietaria de unas minas en la intendencia de Puno. Ya ganado a la causa de la independencia, mantuvo comunicación con los patriotas rioplatenses que avanzaban por el Alto Perú,  a quienes informó sobre los movimientos de las fuerzas realistas. Al instaurarse el  Ayuntamiento Constitucional de Puno en 1813, fue elegido alcalde de segunda nominación, destacando en su confrontación con el representante del poder real, el intendente de Puno Manuel Quimper.  Desde Puno, secundó a la revolución del Cuzco de 1814 acaudillada por Mateo Pumacahua y los hermanos Angulo, que se extendió hasta Arequipa, La Paz y Huamanga (Ayacucho).  Laso fue nombrado por los revolucionarios como jefe político y militar.
Laso tuvo un importante papel en los acontecimientos revolucionarios desarrollados en Puno, tal como lo testimonia el mismo Quimper, quien en un informe que envió al virrey José Fernando de Abascal lo acusó de ser el principal revolucionario de la ciudad. Quimper menciona también a otros dos personajes de Puno, Manuel Velarde y Ramón de Echenique (alcaldes de primera y segunda nominación, respectivamente, elegidos en 1814), como los otros principales revoltosos que apoyaron a los insurgentes del Cuzco.
Tras la derrota de los patriotas en Umachiri (1815), Laso fue apresado por los realistas. Se salvó del fusilamiento por intercesión de su cuñado José García, y sobre todo, por el pago de un rescate de 5000 pesos. Fue confinado y luego desterrado a Tacna (1817). Allí continuó manteniendo contacto con los movimientos rebeldes de Chile y Buenos Aires. Y a través de su vigorosa pluma, tanto en prosa como en verso, siguió haciendo propaganda a favor de la emancipación.
Convencido de que la independencia del Perú solo podía lograrse con ayuda exterior, en 1820 logró enviar una invocación al general José de San Martín, pidiéndole que viniera a libertar al Perú, lo que efectivamente ocurrió poco después.
Colaboró en la campaña a los puertos intermedios (Tacna y Moquegua) que dirigió el teniente coronel Guillermo Miller entre marzo y julio de 1821. Junto con este oficial pasó a Lima, donde se reunió con el ejército libertador de San Martín, siendo nombrado secretario del general en jefe del ejército. Tras la proclamación de la independencia se le concedió el grado de teniente coronel. En calidad de auditor de guerra participó luego en las fracasadas Campaña de Intermedios de 1823. Fue tomado prisionero por los realistas y confinado en Copacabana (Alto Perú), donde permaneció hasta la capitulación de Ayacucho (1824).
Durante la etapa de la independencia, se le atribuye la edición en Lima de una hoja titulada El Robespierre Peruano, donde hacía gala de su exaltado jacobinismo exigiendo represalias severas contra los españoles. En otra ocasión apoyó con su vigorosa pluma al gobierno de José de la Riva Agüero, nacido del golpe de Estado de febrero de 1823.

## Admirador de Bolívar
Se hallaba en el Cuzco cuando, en enero de 1825, se creó por decreto de Simón Bolívar la Junta de Calificación encargada de distribuir empleos entre los ciudadanos calificados por su probidad, aptitudes y servicios. Dicho organismo se estableció en todo el  país, y en el Cuzco fue presidido por Benito Laso e integrado por Agustín Cosío y Alzamora, Toribio Salas, Juan de Mata Chacón y Becerra, Justo Sahuaraura, José Feijoó, Juan Béjar, Bartolomé Arregui y Martín Gavino Concha.
En el Cuzco conoció al libertador Bolívar, que llegó a la ciudad imperial en su camino hacia el Alto Perú. Laso, que profesaba una rendida admiración al Libertador, le dedicó un discurso en las fiestas celebradas en honor a su llegada, el 24 de julio de 1825. Por ese tiempo colaboró en el periódico oficial El Sol del Cuzco, dando énfasis a la crítica de las costumbres del clero. También editó un periódico anticlerical, El Censor Eclesiástico, en el que firmó con el pseudónimo de Tobías León (anagrama de su nombre) Ese año fue nombrado vocal de la recién instalada Corte Superior de Justicia del Cusco.
En representación de la provincia de Puno, fue uno de los sesenta y cinco diputados electos en 1825 por los colegios electorales y ratificados por la Corte Suprema, que fueron convocados para aprobar la Constitución Vitalicia auspiciada por Bolívar. Sin embargo, dicho congreso se quedó en juntas preparatorias pues un grupo mayoritario de dichos diputados decidieron no asumir sus funciones y solicitaron a Bolívar que convocara el Congreso el año siguiente. Este grupo de diputados, entre los que estaba Laso, fue conocido como «los persas», en comparación con los diputados españoles que apoyaron en 1814 la restauración absolutista en España.
Con motivo del anunciado retorno de Bolívar a Colombia, Laso suscribió el 24 de mayo de 1826 una Exposición en la que abogó en favor de la permanencia del Libertador para evitar las disputas por el poder. Jorge Basadre lo califica de «notable documento… Por la sobriedad en el estilo, la claridad en las ideas, la exactitud en los conceptos».

## Prefecto de Puno. Su plan de segregar el sur peruano
Durante la dictadura de Bolívar fue nombrado prefecto de Puno. Se dice que por entonces ideó segregar el sur del Perú para convertirla en república independiente, para lo cual quiso entenderse con Agustín Gamarra, prefecto de Cuzco, y con Antonio Gutiérrez de la Fuente, prefecto de Arequipa. Denunciado ante la autoridad de Lima, fue removido de su cargo de prefecto, poco antes del fin del régimen bolivariano.

## Presidente de la Corte Superior de Arequipa
En 1825 fue nombrado vocal de la Corte Superior de Arequipa. Tras la reacción nacionalista y antibolivariana que estalló en Lima en enero de 1827, fue destituido de dicho cargo y desterrado a Bolivia. Pero fue repuesto por el ministro José María de Pando, mediante el decreto de 17 de abril de 1830, ya bajo el primer gobierno de Agustín Gamarra.
Por entonces enviudó y al cabo de un año contrajo segundas nupcias. En 1832, al renovarse el Poder Judicial, asumió la presidencia de la Corte Superior de Arequipa. Nuevamente sería destituido en 1836 por Andrés de Santa Cruz, el protector de la Confederación Perú-Boliviana.

## Diputado constitucional
En 1833 fue elegido diputado por Huancané ante la Convención Nacional o asamblea constituyente convocada por el presidente Gamarra, ya en vísperas de finalizar su mandato. En la sesión de dicha asamblea de 28 de junio de 1834, Laso justificó la atribución de dicho poder del Estado en nombrar un presidente provisorio (que fue Luis José de Orbegoso) invocando el imperio de la necesidad y el bienestar del pueblo.
Por entonces, estando en Arequipa, tuvo una intensa vida periodística. Polemizó con el célebre deán Juan Gualberto Valdivia, a través de las columnas de El Pensador.

## Ministro de Estado y diplomático
Desatada la guerra contra la Confederación Perú-Boliviana por los restauradores peruanos-chilenos, apoyó a estos y los acompañó a Lima. Cuando Luis José de Orbegoso se proclamó presidente provisorio en 1838, fue nombrado ministro de los ramos de Gobierno, Relaciones Exteriores, Hacienda, Instrucción, Beneficencia y Negocios Eclesiásticos.
Establecida la presidencia provisoria del mariscal Agustín Gamarra, fue nombrado ministro de Gobierno y Relaciones Exteriores (1838). Los otros ministros eran: Manuel Bartolomé Ferreyros (Hacienda) y Ramon Castilla (Guerra). Llamó la atención que, siendo liberal, aceptara servir a un gobierno conservador. Por entonces recobró también su puesto en la magistratura, esta vez como vocal de la Corte Suprema.
Durante el gobierno del general Antonio Gutiérrez de La Fuente (encargado del mando por ausencia del presidente Gamarra) ejerció nuevamente como ministro de Gobierno y Relaciones Exteriores. Fue también designado miembro del Consejo de Estado (1839-1845).
Durante la anarquía desatada en 1842, apoyó al general La Fuente, jefe del ejército del sur. Y durante el breve gobierno del general Francisco de Vidal (del que La Fuente era sostenedor) se desempeñó como ministro de Gobierno, Relaciones Exteriores, Negocios Eclesiásticos, Instrucción Pública y Beneficencia (1842-1843). En tal calidad, promovió la reforma de los estudios universitarios. Estampó su firma en la orden de fusilamiento del coronel Justo Hercelles, que se había alzado en armas en el norte.
En 1845, ya bajo el primer gobierno de Ramón Castilla, pasó a Chile como ministro plenipotenciario y negoció el tratado tripartito (entre Chile, Bolivia y Perú) que acordó el destierro a Europa del mariscal Santa Cruz, prisionero entonces en Chillán.

## Polemista liberal
De vuelta al Perú, fundó El Correo Peruano, a través de cuyas páginas defendió acaloradamente sus principios liberales.
En 1846 sostuvo una célebre polémica doctrinaria con el clérigo Bartolomé Herrera (rector del Convictorio de San Carlos) en torno a la soberanía. Frente a la tesis de Herrera de la «soberanía de la inteligencia», Laso defendió con ardor la soberanía popular.
En años posteriores, su función pública se limitó al ejercicio de la magistratura en la Corte Suprema. Pero ello no fue impedimento para que siguiera defendiendo su ideario liberal a través de sus escritos. Asociado con otros célebres liberales como Francisco de Paula González Vigil, Francisco Javier Mariátegui, José Gálvez Egúsquiza y José Gregorio Paz Soldán, fundó el periódico El Constitucional, desde cuyas páginas criticó al presidente Ramón Castilla, quien habiendo llegado por segunda vez al poder apoyado por los liberales, terminó orientándose hacia el conservadurismo, poco antes de su elección como presidente constitucional en 1858. Cuestionó la tendencia a reunir una nueva asamblea constituyente para reemplazar a la Constitución Liberal de 1856.

## Presidente de la Corte Suprema
Por decreto de 1 de marzo de 1839 fue nombrado vocal de la Corte Suprema de Justicia. Fue elevado a la presidencia de dicho tribunal en dos periodos: 1850-1851 y 1854-1855. Se mantuvo como vocal supremo durante la reforma judicial de 1855 (en la que varios de sus colegas fueron relevados).
Falleció en Lima, el 14 de enero de 1862, en los altos del número 229 de la calle Valladolid (actual cuadra dos de jirón Callao).

## Escritos principales
- 1811 - Poema «El Perú Esclavizado» publicado en El Sol del Cuzco, Tomo I, N.º 25, (18 de junio de 1825), pp. 3-4, Cuzco.[3]
- 1815 - Poema «La Soledad» publicado en La Alborada (Semanario de las familias), 6 de febrero de 1875 (N.º 17) pp. 5-6 de 10, Lima.
- 1820 - Papel enviado desde Tacna a Chile para invitar que los chilenos enviasen la expedición sobre el Perú.[34]
- 1823 - El Robespierre Peruano.  Escrito aconsejando las represalias contra la crueldad de los españoles. Lima.[35]
- 1826 - Exposición que hace Benito Laso, diputado al Congreso por la provincia de Puno (Lima, 24 de mayo de 1826) dirigida a sus electores, donde analiza la situación del país y pide la permanencia de Bolívar en el Perú. Corresponde al período cuando, obnubilado por la figura del Libertador, profesó un liberalismo moderado lindante con un tenue conservadurismo. Dicho documento, conocido como la Exposición de Laso, es a la vez un severo estudio sociológico acerca de la realidad peruana.[19]
- 1829 - El iris de la paz; conveniencias populares. Lima.[3]
- 1833 - Relación de méritos, servicios y patriotismo del D. Benito Laso. Arequipa.[3]
- 1846 - Polémica con Bartolomé Herrera, en torno a la soberanía, desde las columnas de El Correo Peruano, mientras que Herrera respondió a través de El Comercio de Lima (1846). Esta polémica se originó cuando Herrera, líder de los conservadores, sostuvo durante un sermón pronunciado el 28 de julio de 1846 su tesis de la «soberanía de la inteligencia», es decir, que el derecho de mandar debía corresponder a los más capacitados (o sea a una elite culta y preparada), y que el pueblo no tenía ni la capacidad ni el derecho de crear leyes. Laso consideró esta tesis como inconstitucional y defendió la soberanía popular.[12]

Además, colaboró en diversas publicaciones periódicas, como El Sol del Cuzco (1825-1826), El Pensador de Arequipa (1834), El Correo de Lima (1840), y El Correo Peruano (1845). También colaboró en El Constitucional (1858), con opúsculos en los que defendió los principios liberales, destacando los titulados «¿Cuál es el destino que tiene hoy el Ejército?» y «El poder de la fuerza y el poder de la ley».

## Liberalismo peculiar
En sus años de juventud, Laso profesó un liberalismo radical, que fue amenguando a medida que llegaba a la madurez, pero tornó a radicalizarse en sus años de ancianidad; aunque, según Luis Alberto Sánchez, su verdadero radicalismo fue de tipo religioso, pues en política contemporizó demasiado dentro de un «realismo» a menudo lindante con el oportunismo.

Era liberal por convicción en materias eclesiásticas; autoritario en política, por temperamento. Lo preocupaba más la libertad religiosa, que la libertad política. Si alguna vez asesoró a los caudillos, por gratitud o por interés (caso de Gamarra, en sus dos periodos) frecuentemente los rodeó (casos de Vidal y de Castilla en su primer gobierno) con el objeto de que la toga se interpusiese entre las casacas y las sotanas. Hombre desventurado siempre, su vida fue una contradicción constante de antimilitarismo práctico.
Jorge Guillermo Leguía

## Descendencia
En 1810 contrajo matrimonio con la puneña Juana Anacleta de los Ríos y Grambel. La pareja tuvo varios hijos entre ellos el pintor Francisco Laso y la escritora Juana Manuela Laso de la Vega, esposa del general Juan Norberto Eléspuru.
En 1831, un año después de la muerte de su esposa, contrajo segundas nupcias en Arequipa con Petronila García-Calderón y Crespo, tía del jurista Francisco García-Calderón, quien fue presidente durante la ocupación chilena.